# Herzogtum Freudenthal
Das Herzogtum Freudenthal (tschechisch Bruntálské knížectví, auch Bruntálsko) war von 1377 bis 1452 ein Teilherzogtum des Troppauer Zweigs der Přemysliden.
Von 1682 bis 1684 war es ein selbständiges Herzogtum, als der Hochmeister des Deutschen Ordens Johann Caspar von Ampringen in seiner Eigenschaft als Oberlandeshauptmann von Schlesien Herzog von Freudenthal war.

## Geschichte
Das nordmährische Gebiet von Freudenthal war zunächst im landesherrlichen Besitz und wurde später dem neu gegründeten přemyslidischen Herzogtum Troppau zugeteilt. Nach dessen Teilung 1377 wurde es aus diesem ausgegliedert und war danach zeitweise im Besitz der Herzöge von Jägerndorf bzw. der Herzöge von Ratibor, deren Herrscher zu dieser Zeit ebenfalls Přemysliden waren. Folgende Herzöge führten das Prädikat Herzog von Freudenthal:
- Johann I., 1365–80/82 Herzog von Ratibor, 1367–1377 Herzog von Troppau, seit 1377 auch Herzog von Jägerndorf und Freudenthal
- Johann II., 1380/82–1424 Herzog von Ratibor und Freudenthal, 1380/82–vor 1385 und ab 1422 Herzog von Jägerndorf
- Nikolaus IV. von Freudenthal († 1405/07)
- Nikolaus V., 1424–1437 Herzog von Jägerndorf und Ratibor, 1437–1452 Herzog von Freudenthal und Rybnik

Vermutlich unter Herzog Johann IV., der 1452–1474 als Herzog von Jägerndorf titulierte, gelangte das Gebiet von Freudenthal an die Herren von Würben auf Freudenthal, die seit 1473/74 als Besitzer von Freudenthal belegt sind. Sie erreichten, dass die Herrschaft Freudenthal aus dem Herzogtum Jägerndorf ausgegliedert, wieder dem Herzogtum Troppau zugeschlagen und zu einer Minderherrschaft (status minor) erhoben wurde. Da Johann von Würben und Freudenthal am böhmischen Ständeaufstand von 1618 beteiligt war, wurde die Herrschaft Freudenthal nach der Schlacht am Weißen Berg 1620 vom Kaiser konfisziert und an den Deutschen Orden verkauft. Im Jahre 1642 lebten in der Herrschaft nur noch 5062 Personen.

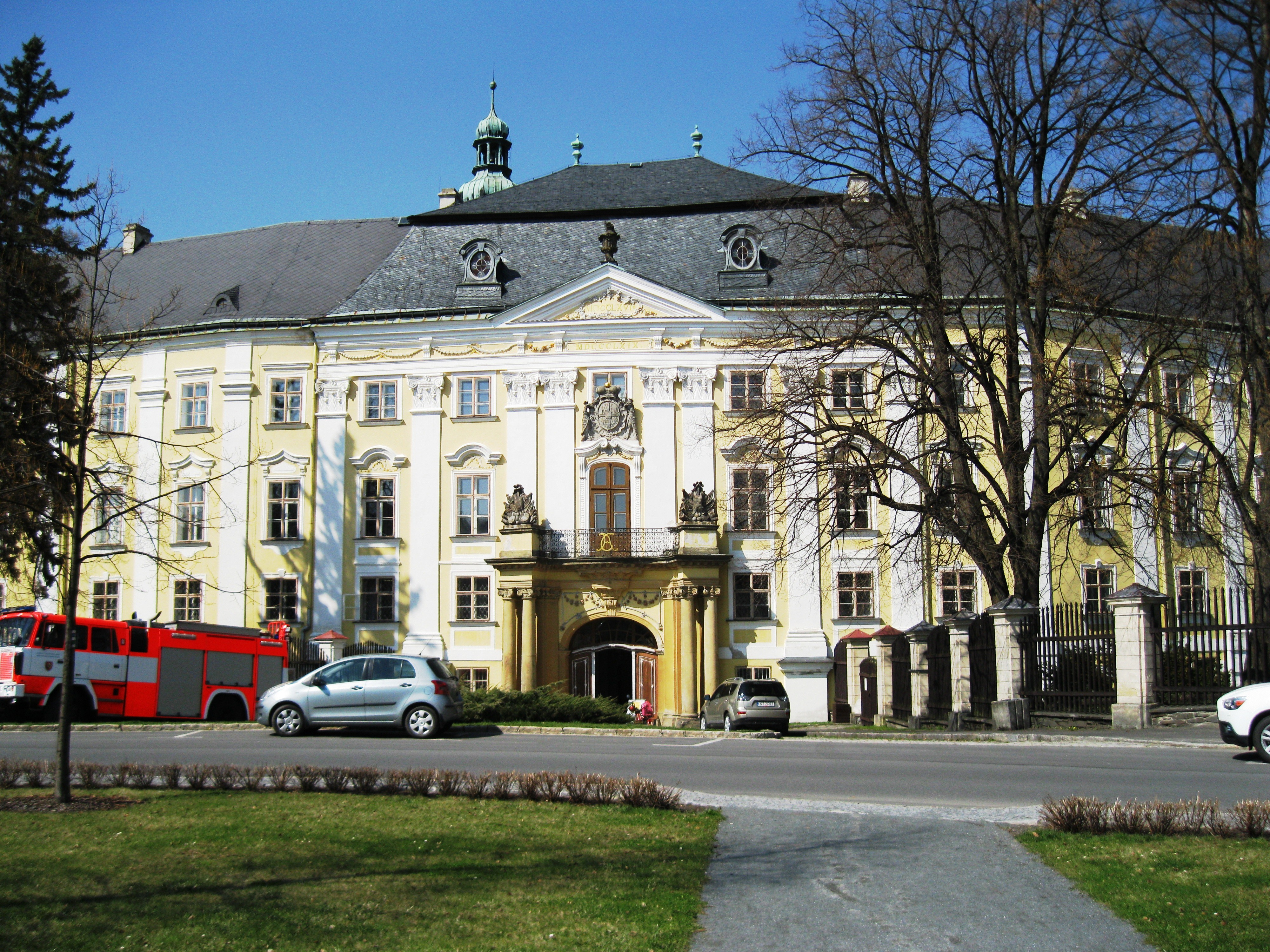
Schloss Freudenthal

Nachdem 1682 der Hochmeister des Deutschen Ordens Johann Caspar von Ampringen zum Oberlandeshauptmann von Schlesien ernannt worden war, erfolgte gleichzeitig für dessen Lebenszeit die Erhöhung der Herrschaft Freudenthal zu einem selbständigen Herzogtum. Die Erhöhung war notwendig geworden, da nach dem Großen Landesprivileg des böhmischen Königs Vladislav II. von 1498 der Oberlandeshauptmann von Schlesien stets ein schlesischer Fürst sein sollte.
Nach dem Tod des Hochmeisters Johann Caspar von Ampringen 1684 erlosch das Herzogtum. Die Herrschaft Freudenthal blieb weiterhin im Besitz des Deutschen Ordens.

## Statthalter der Ordensherrschaft Freudenthal
- ab 1625: Georg Wilhelm von Elkershausen gen. Klippel
- ab 1640: Augustin Oswald von Lichtenstein
- ab 1652: Johann Caspar von Ampringen
- ab 1668: Johann Adolph Rau von Holzhausen
- ab 1678: Johann Wilhelm von Zocha
- ab 1682: Philipp Adolph von Hoheneg
- ab 1700: Philipp Benedikt von Gellhausen
- ab 1712: Friedrich Wilhelm von Harstal
- ab 1727: Franz Sigismund von Sachsenhofen
- ab 1748: Friedrich Philipp von Wildenstein
- ab 1770: Max Xaver von Riedheim
- ab 1780: Franz Joseph von Türkheim[3]